# Calixte Ganongo
Calixte Ganongo (También escrito como Nganongo; Oyo, siglo XX) es un político y ejecutivo congoleño, que se desempeñó como Ministro de Finanzas de ese país entre 2016 y 2021.

## Biografía
Ganongo nació en la ciudad norteña de Oyo, en el Departamento de Cuvette, (también la ciudad natal del presidente Denis Sassou-Nguesso). Sobrino de Sassou-Nguesso, estudió en la Universidad Jean Moulin-Lyon III, de donde se graduó en contabilidad y finanzas.
De 1990 a 1997 trabajó para la Caja Nacional de Seguridad Social (CNSS); al mismo tiempo trabajó a cargo de los Servicios de Cobranza; Inspector de Seguridad Social; Contador del Fondo de Depósitos y Garantías. Este fondo está destinado a la gestión de provisiones por abandono de yacimientos petroleros.
Luego, en 1998, se convirtió en jefe del departamento de finanzas y contabilidad de la recién creada compañía petrolera nacional, la Société Nationale des Pétroles du Congo (SNPC). En 2010 pasó a ser miembro del Consejo de Administración de la empresa, y fue nombrado como Subdirector General del SNPC, a cargo de Finanzas y Contabilidad, el 29 de diciembre del mismo año.
Después de la victoria de Sassou Nguesso en las elecciones presidenciales de marzo de 2016, nombró a Ganongo como Ministro de Finanzas, Presupuesto y Cartera Pública el 30 de abril de 2016, en el primer gobierno del Primer Ministro Clément Mouamba. Durante la reorganización del Gabinete realizada el 22 de agosto de 2017, fue reelegido en el segundo gobierno de Mouamba. Sin embargo, su cartera cambió levemente de nombre para la ocasión, se convirtió solo en Ministro de Finanzas y Presupuesto.
Ocupó el cargo hasta mayo de 2021, cuando asumió el Gobierno del Primer Ministro Anatole Collinet Makosso, quien designó en su reemplazo a Rigobert Roger Andely, el cual ya había ocupado el cargo.  